# Texananus ultratus
Texananus ultratus är en insektsart som beskrevs av Delong 1943. Texananus ultratus ingår i släktet Texananus och familjen dvärgstritar. Inga underarter finns listade i Catalogue of Life.